# Ruben Morales
Ruben Morales (Montevideo, 2 ottobre 1952) è un ex calciatore uruguaiano.

## Carriera
Morales inizia la carriera agonistica nel Sud América, club con cui retrocede in cadetteria al termine della stagione 1972. Dopo aver giocato nel 1975 l'El Tanque, passa al Nacional con cui vince la Primera División Uruguaya 1977.
Nel 1979 si trasferiesce negli Stati Uniti d'America per militare negli Houston Hurricane, società con cui raggiunse, in entrambe le sue due stagioni di militanza, gli ottavi di finale della NASL.
Nel 1981 passa al Fort Lauderdale Strikers, con cui raggiunse, in entrambe le sue due stagioni di militanza, le semifinali della NASL.
Nel 1983 passa ai cileni del Santiago Wanderers e l'anno dopo all'Everton de Viña del Mar, con cui raggiunge il secondo posto finale della Primera División 1985.

## Palmarès

### Club

#### Competizioni nazionali
- Campionato uruguaiano di calcio: 1

Nacional: 1977